# Urząd Schafflund
Urząd Schafflund (niem. Amt Schafflund) – urząd w Niemczech w kraju związkowym Szlezwik-Holsztyn, w powiecie Schleswig-Flensburg. Siedziba urzędu znajduje się w miejscowości Schafflund.
W skład urzędu wchodzi trzynaście gmin:
1. Böxlund
2. Großenwiehe
3. Hörup
4. Holt
5. Jardelund
6. Lindewitt
7. Medelby
8. Meyn
9. Nordhackstedt
10. Osterby
11. Schafflund
12. Wallsbüll
13. Weesby